# Suga
Suga (슈가?, SyugaLR), pseudonimo di Min Yoon-gi (민윤기?, 閔玧其?, Min Yun-giLR, Min Yun-kiMR; Daegu, 9 marzo 1993), è un rapper, produttore discografico e compositore sudcoreano.
È uno dei rapper del gruppo musicale BTS, sotto contratto con la Big Hit Music. Nel 2016, con lo pseudonimo di Agust D (어거스트 디?, Eogeoseuteu DiLR), ha pubblicato un mixtape omonimo, sua prima opera solista, a cui hanno fatto seguito il secondo mixtape D-2 nel 2020 e l'album D-Day nel 2023. Oltre a produrre e scrivere per gran parte degli album dei BTS, ha lavorato anche per altri artisti sudcoreani e internazionali, tra cui Halsey, IU, Max Schneider, Epik High e Psy.

## Biografia

### Infanzia e debutto
Suga è nato con il nome di Min Yoon-gi il 9 marzo 1993 a Taejeon-dong nel distretto di Buk a Taegu, secondogenito di due figli; ha un fratello maggiore di quattro anni, Min Geum-jae. Sua madre è una ristoratrice, proprietaria di un ristorante di sundaeguk nel distretto di Dalseo, e la sua famiglia appartiene al bon-gwan Min di Yeoheung. Ha frequentato la scuola elementare di Taejeon-dong, la scuola media di Gwaneum-dong nella sua città natale e le superiori di Apgujeong-dong, Seul. In seguito si è laureato in Telecomunicazioni e Intrattenimento alla Global Cyber University e si è iscritto alla scuola di specializzazione della Hanyang Cyber University per un MBA in Media pubblicitari.

Si è interessato al rap dopo aver ascoltato Ragga Muffin degli Stony Skunk, che ha definito diverso da tutto ciò che avesse sentito in quel momento, mentre ha deciso di diventare un rapper dopo aver sentito gli Epik High, contro il parere dei suoi genitori. All'età di 13 anni ha cominciato a scrivere e ad imparare il MIDI. Lavorando part-time in uno studio musicale all'età di 17 anni, ha iniziato a comporre e arrangiare musica, rappare ed esibirsi, frequentando la scena underground sotto lo pseudonimo di Gloss e facendo parte della crew hip-hop D-Town. Come membro del gruppo, nel 2010 ha pubblicato la canzone 518-062 in commemorazione del massacro di Gwangju. Prevedendo di frequentare, in futuro, un'accademia musicale, e non essendoci licei di musica popolare a Daegu, ha studiato per qualche tempo musica classica con alcuni professionisti.

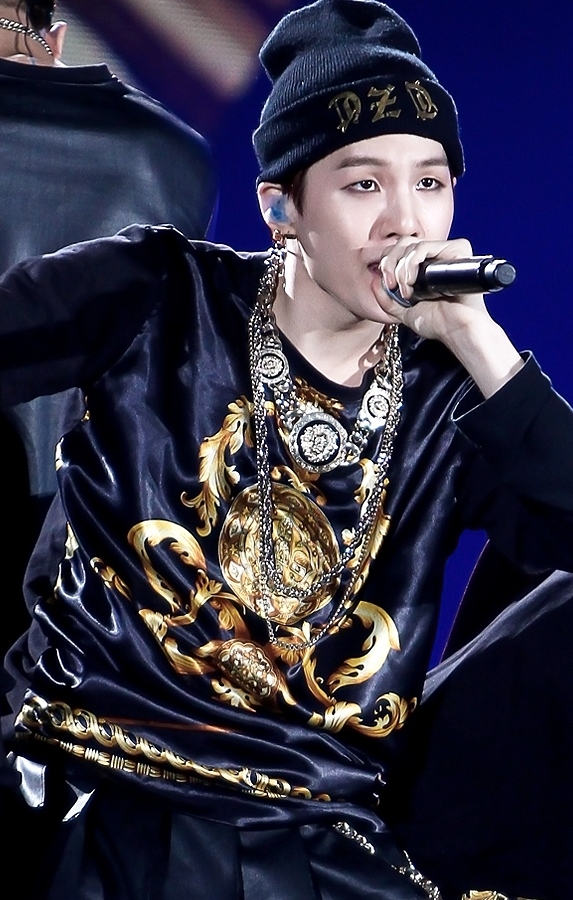
Suga durante un'esibizione con i BTS nel 2013.

Dopo aver scoperto che Bang Si-hyuk, un compositore da lui stimato, lavorava alla Big Hit Entertainment, si è presentato alle audizioni della compagnia, entrandovi nel novembre 2010, inizialmente come produttore musicale. Sono seguiti tre anni di formazione come idol, al termine dei quali ha debuttato come membro dei BTS nel giugno 2013 con il single album 2 Cool 4 Skool. Per promuovere con il gruppo ha adottato lo pseudonimo Suga, che proviene dalle prime sillabe del termine shooting guard (슈팅 가드?, Shuting gadeuLR), la posizione in cui giocava in una squadra di basket da studente.
Ha prodotto e scritto canzoni per una varietà di tracce di tutti gli album del settetto e ha registrato anche diversi assoli contenuti nei loro dischi. In The Most Beautiful Moment in Life, Pt. 1 (2015) ha eseguito Intro: The Most Beautiful Moment in Life, discutendo della paura di diventare adulti, mentre in Intro: Never Mind nel disco seguente ha raccontato degli anni della sua adolescenza. First Love in Wings (2016) è una traccia autobiografica.

### 2016-2019: Primo mixtape e inizi come produttore
Il 15 agosto 2016 ha avviato una carriera solista parallela con lo pseudonimo Agust D – che deriva da "Suga" e dalle iniziali "DT", "Daegu Town" (Città di Daegu), scritti a rovescio – e ha pubblicato il mixtape Agust D su SoundCloud. Ha deciso di non realizzare un album in studio commerciale per non avere la sensazione "di essere rinchiuso in una sorta di cornice". Il disco, nel quale ha discusso di argomenti come la sua battaglia contro la depressione e la fobia sociale, è stato inserito da Fuse nella lista dei migliori album del 2016. Nel 2017 ha composto Wine per la cantante Suran, con la quale aveva già collaborato per un brano del mixtape. Wine si è posizionato secondo nella Gaon Digital Chart e ha vinto Miglior traccia Soul/R&B dell'anno ai Melon Music Award il 2 dicembre 2017. Suga ha ricevuto anche il premio Hot Trend Award per la produzione della traccia.
Nel febbraio 2018 ha ripubblicato il mixtape per l'acquisto digitale e lo streaming. Allo stesso anno risale un nuovo assolo per i BTS, Trivia: Seesaw da Love Yourself: Answer, in cui ha paragonato l'innamoramento al saliscendi di un'altalena. Il 22 gennaio 2019 ha collaborato al singolo Song Request di Lee So-ra, scrivendolo insieme a Tablo degli Epik High, e per l'album Sleepless In di questi ultimi ha prodotto Eternal Sunshine. Inoltre ha prodotto e co-composto We Don't Talk Together di Heize. Il 5 dicembre è uscito il brano Suga's Interlude di Halsey featuring Suga, che ha contribuito anche alla scrittura del testo assieme a Lido e alla cantante.

### 2020-oggi:D-2eD-Day
Nel 2020 ha registrato Interlude: Shadow per l'album Map of the Soul: 7, in cui ha parlato dei lati negativi della fama. Il 6 maggio 2020 IU ha pubblicato il singolo Eight in collaborazione con il rapper, che è anche autore e produttore del pezzo, mentre il 22 maggio è uscito il suo secondo mixtape come Agust D, D-2, con il quale è entrato in 11ª posizione nella classifica statunitense degli album e in 76ª in quella dei singoli grazie al brano apripista Daechwita. Il 15 settembre il cantante statunitense Max ha pubblicato il singolo Blueberry Eyes in collaborazione con Suga come estratto dal suo terzo album in studio; i due artisti avevano già lavorato insieme sul brano Burn It contenuto in D-2. A novembre ha firmato alcune tracce contenute in Be dei BTS, oltre ad aver coordinato la produzione del disco. Nel 2021 ha realizzato un remix di Over the Horizon, la suoneria caratteristica dei Samsung Galaxy, ed è stato nominato inviato presidenziale speciale per le generazioni future e la cultura dal presidente sudcoreano Moon Jae-in insieme agli altri membri dei BTS, e dotato di passaporto diplomatico per partecipare all'assemblea generale delle Nazioni Unite il 20 settembre. Ha prodotto inoltre la traccia You per il cantante giapponese Omi. Il 2022 lo ha visto nuovamente impegnato come produttore, per Stay Alive di Jung Kook e That That di Psy, brano del quale è stato anche co-autore e artista ospite.
Il 17 gennaio 2023 è diventato brand ambassador di Valentino. Il suo primo album solista D-Day, pubblicato sempre sotto lo pseudonimo di Agust D e ultimo capitolo della trilogia formata dai precedenti mixtape, è uscito il 21 aprile, una settimana prima dell'inizio del tour mondiale omonimo. Contemporaneamente è stato scelto come promotore del campionato NBA 2022-2023 e di altri eventi della lega di pallacanestro statunitense.

## Vita privata
Suga ha espresso il suo sostegno alla comunità LGBTQ: parlando di Same Love, un inno al matrimonio gay dei Macklemore & Ryan Lewis, ha commentato "Non c'è niente di male. Siamo tutti uguali".
Nella traccia The Last dal suo primo mixtape ha raccontato che, temendo di essersi svenduto per raggiungere il successo commerciale, ha sofferto di depressione, disturbo ossessivo-compulsivo e fobia sociale nel periodo intercorso tra il trasferimento a Seul per perseguire la carriera musicale e il debutto con i BTS.
Il 3 novembre 2020 si è sottoposto ad un intervento chirurgico per curare la lacerazione al labbro posteriore della spalla sinistra causata da un incidente stradale avvenuto nel 2012, e ha conseguentemente preso una pausa per riprendersi dall'operazione e concentrarsi sulla fisioterapia. Il 31 dicembre è salito sul palco per il concerto di fine anno della Hybe, tornando a svolgere l'attività musicale a gennaio con un'esibizione ai Golden Disc Award.
Nel settembre 2020 è diventato azionista della Hybe, con 68.385 quote a suo nome.
Grazie a una nuova legge promulgata nel 2020 dalla Corea del Sud per gli artisti che hanno contribuito allo sviluppo culturale del Paese, ha potuto posticipare il servizio militare fino al suo 30º compleanno, quando normalmente i maschi sudcoreani devono svolgerlo entro i 28 anni. Il 7 agosto 2023 ha richiesto l'annullamento del rinvio, avviando le pratiche per iniziare la leva. Si è arruolato il 22 settembre nel servizio militare alternativo, essendo stato giudicato non idoneo al servizio attivo per motivi di salute. Il 28 marzo 2024 ha iniziato tre settimane di addestramento militare di base a Nonsan, al termine del quale ha ripreso le sue responsabilità come agente dei servizi sociali. È stato ufficialmente congedato il 18 giugno 2025.

## Stile musicale

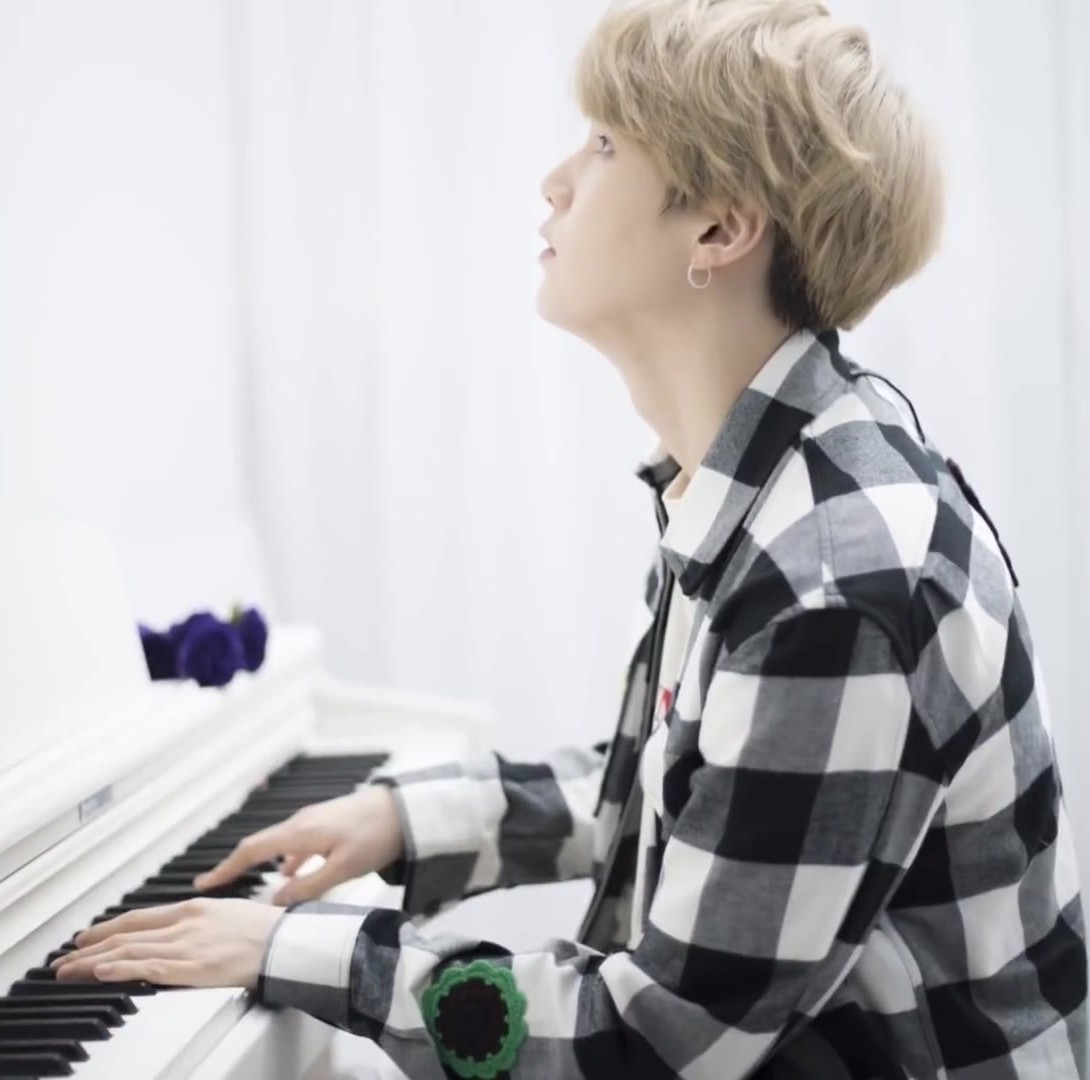
Suga al pianoforte.

Suga è responsabile di scrittura, composizione e arrangiamento, così come del missaggio e del mastering dei suoi lavori, e dall'aprile 2018 è un membro a pieno titolo della Korea Music Copyright Association. È inoltre un pianista e produce musica hip hop e R&B, con uno stile di produzione radicato nella musica pop. Jeff Benjamin di Fuse ha argomentato che il suo mixtape Agust D "espone l'orecchio della star per le produzioni scottanti, lo stile rap hardcore e come egli trasformi le sue vulnerabilità in forza". Secondo Jeon Hye-jin della rivista Ize, le difficoltà che ha affrontato nel passare dalla musica underground a quella commerciale diventando un idol "lo aiutano a esprimere emozioni più piene e morbide come produttore".
Come rapper, i suoi testi sono concepiti con l'intento di farli diventare la "forza di tante persone" e utilizzano un linguaggio tagliente e diretto, trattando temi "pieni di sogni e speranze" ed evocando un senso di catarsi. Ana Clara Ribeiro di Rolling Stone Korea riscontra nei suoi versi un argomento ricorrente, quello dell'ambizione di ottenere cose immateriali e raggiungere traguardi duraturi e non quantificabili. Pur parlando delle stesse tematiche con entrambi i suoi alter ego, Suga dei BTS e Agust D, ha dichiarato che attraverso il secondo può esprimere apertamente molte più cose e mostrare un lato di sé più crudo. Riddhi Chakraborty di Rolling Stone India ha descritto il suo lavoro come un "riflesso" dei problemi della sua generazione, scrivendo che Suga "naviga il mondo del K-pop con esperta cautela, mentre Agust D è il salvatore rap dalla testa calda, il ribelle contro l'industria". Il critico musicale Kim Young-dae l'ha definito "[il] talento nascosto e [la] spina dorsale musicale dei BTS", e la sua musicalità ha contribuito ampiamente alla costruzione dell'immagine ribelle, onesta e tuttavia morbida dei primi dischi del gruppo.
Ha citato Kanye West, T.I., gli Stony Skunk e gli Epik High come modelli per la sua carriera hip hop. In particolare, considera l'album ibrido reggae-hip-hop Ragga Muffin (2005) degli Stony Skunk e la sua title track i responsabili del suo interesse per il genere, definendoli "completamente diversi" dalla musica mainstream. È stato influenzato anche da Ryūichi Sakamoto, usandone le composizioni per realizzare dei campionamenti quando ha iniziato a comporre musica.

## Filantropia
Nel 2014, ha promesso di acquistare carne per i suoi fan se avesse avuto successo come artista. Quattro anni dopo, per il suo 25º compleanno, ha donato della carne di manzo Hanwoo a 39 orfanotrofi a nome dei fan dei BTS. Per il suo 26º compleanno, ha donato 100 milioni di won alla Korea Pediatric Cancer Foundation insieme a 329 pupazzi. Ha devoluto la medesima cifra il 27 febbraio 2020 alla Hope Bridge National Disaster Relief Association per la prevenzione del COVID-19 e il sostegno alla comunità di Daegu; il 9 marzo 2021 al Keimyung University Dongsan Hospital della sua città natale per i bambini affetti da cancro; il 9 marzo 2022 alla Hope Bridge National Disaster Relief Association per far fronte ai danni causati dagli incendi boschivi. In occasione del suo 30º compleanno ha fatto una donazione da 100 milioni di won a Save the Children per soccorrere le popolazioni colpite dal terremoto in Turchia e Siria del 2023. A marzo 2025 ha effettuato un'elargizione del medesimo importo alla Croce Rossa coreana in seguito agli incendi boschivi nelle province del Gyeongsang.
Il 23 giugno 2025 è stato annunciato che aveva donato 5 miliardi di won al Severance Hospital di Seul per istituire il Centro di Trattamento Min Yoon-gi, dedicato alla cura di bambini e adolescenti nello spettro autistico. Il centro aprirà a settembre e offrirà vari programmi che collegano la pratica clinica e la ricerca.

## Discografia

### Da solista

#### Album in studio
- 2023 – D-Day

#### Mixtape
- 2016 – Agust D
- 2020 – D-2

### Con i BTS

#### Album in studio
- 2014 – Dark & Wild
- 2014 – Wake Up
- 2016 – Youth
- 2016 – Wings
- 2018 – Face Yourself
- 2018 – Love Yourself: Tear
- 2020 – Map of the Soul: 7
- 2020 – Map of the Soul: 7 - The Journey
- 2020 – Be

#### Raccolte
- 2014 – 2 Cool 4 Skool/O!RUL8,2?
- 2016 – The Most Beautiful Moment in Life: Young Forever
- 2017 – The Best of BTS
- 2018 – Love Yourself: Answer
- 2021 – BTS, the Best
- 2022 – Proof

## Filmografia
- Suchwita (슈취타?, SyuchwitaLR) – web show (2022-in corso)[85]
- Suga: Road to D-Day, regia di Park Jun-soo (2023)
- Suga│Agust D Tour 'D-Day' The Movie, regia di Park Jun-soo (2024)

## Tournée
- 2023 – Suga | Agust D Tour 'D-Day'

## Riconoscimenti
- Asian Pop Music Award

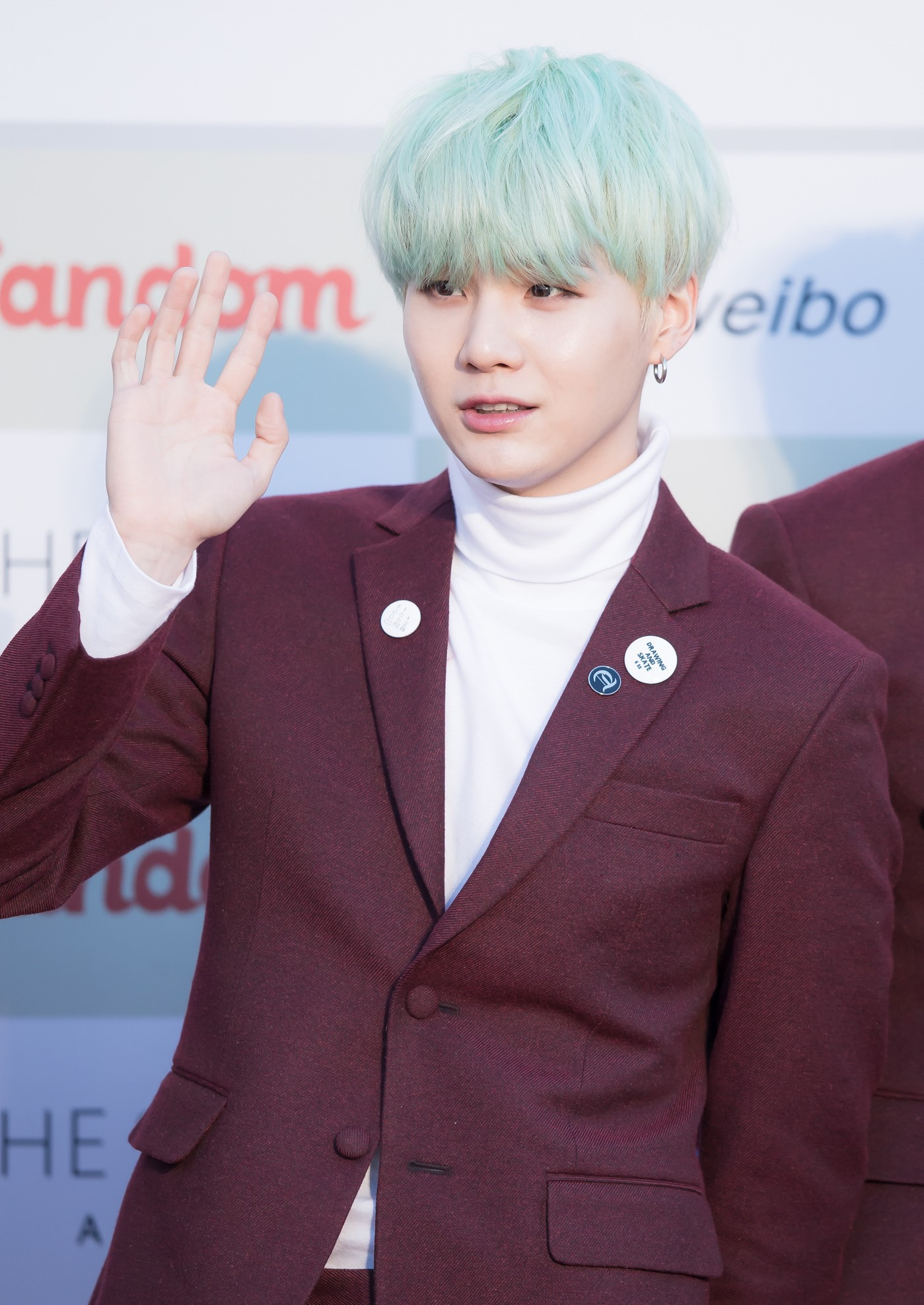
Suga ai Circle Chart Music Award nel 2016.

  - 2022 – Miglior collaborazione straniera per That That (con Psy)[88]
  - 2023 – Candidatura Miglior artista maschile straniero[89]
  - 2023 – Candidatura Miglior collaborazione straniera per People Pt. 2 (feat. IU)[89]
- Billboard Music Award[90]
  - 2023 – Candidatura Miglior artista K-pop in tour
- Golden Disc Award
  - 2023 – Bonsang (sezione canzoni) per That That (con Psy)[91][92]
  - 2024 – Candidatura Miglior album per D-Day[93]
- Grammy Award
  - 2023 – Candidatura Grammy Award all'album dell'anno per Music of the Spheres dei Coldplay (come autore)[94]
- MAMA Award
  - 2019 – Miglior collaborazione con Lee So-ra per Song Request[95]
  - 2020 – Miglior collaborazione con IU per Eight[96]
  - 2022 – Miglior collaborazione per That That (con Psy)[97]
  - 2022 – Miglior esibizione di ballo (solisti) per That That (con Psy)[97]
  - 2022 – Candidatura Canzone dell'anno per That That (con Psy)[98]
  - 2023 – Miglior esibizione rap & hip hop per People Pt. 2 (feat. IU)[99]
  - 2023 – Candidatura Canzone dell'anno per People Pt. 2 (feat. IU)[100]
- Melon Music Award
  - 2017 – Hot Trend con Suran per Wine[34]
  - 2023 – Candidatura Top 10 artisti[101]
  - 2023 – Candidatura Millions Top 10 per D-Day[102]
- Seoul Music Award
  - 2023 – Candidatura Scelta dei fan dell'anno (aprile)[103]